# ستاد مجمع شري شيف شاتراباتي الرياضي
ستاد مجمع شري شيف شاتراباتي الرياضي هو مجمع رياضي يقع في بونه، الهند. يقع المجمع على بعد حوالي 15 كم من وسط مدينة بيون و5 كم من هينجاوادي. كان هذا المجمع مكانًا لألعاب الكومنولث للشباب 2008، ألعاب كيلو الهند للشباب في 2019، وكأس آسيا للسيدات.